# Allegiance
Allegiance – dramatyczny, amerykański serial telewizyjny wyprodukowany przez Universal Television, Keshet Media oraz Yes!. Serial jest amerykańską wersją izraelskiego serialu "The Gordin Cell", do którego scenariusz opracował George Nolfi. Poprzedni tytuł serialu to Coercion. Premierowy odcinek został wyemitowany 5 lutego 2015 roku przez NBC 
Serial został skasowany zaledwie po 5 odcinkach przez NBC, pozostałe 8 odcinków jest dostępnych na VOD NBC od 12 marca 2015 roku

## Fabuła
Serial opowiada o rodzinnie O'Connor'ów. Ich najmłodszy syn Alex pracuje jako analityk CIA w zakresie rosyjskich komórek terrorystycznych. Przez przypadek odkrywa, że jego rodzice i siostra są dawnymi szpiegami rosyjskim w stanie dezaktywacji.  Po pewnym czasie okazuje się, że Rosja ma nowe plany co do swoich uśpionych szpiegów w USA.

## Obsada
- Hope Davis jako Katya O'Connor[4]
- Scott Cohen jako Mark O'Connor[5]2014
- Margarita Levieva jako Natalie O'Connor[4]
- Gavin Stenhouse jako Alex O'Connor, analityk CIA
- Morgan Spector jako Victor Dobrynin[6]
- Annie Ilonzeh jako Julia Marcus, agentka specjalna FBI, której partnerem jest Alex[7]
- Alexandra Peters jako Sarah O'Connor[8]
- Kenneth Choi jako Sam Luttrell, szef CIA w Nowym Jorku[9]

## Odcinki
| Sezon | Sezon | Odcinki | Oryginalna emisja | Oryginalna emisja | Oryginalna emisja | Oryginalna emisja | Oryginalna emisja |
| Sezon | Sezon | Odcinki | Premiera sezonu   | Finał sezonu      | Premiera sezonu   | Finał sezonu      |                   |
| ----- | ----- | ------- | ----------------- | ----------------- | ----------------- | ----------------- | ----------------- |
|       | 1     | 13      | 5 lutego 2015     | 30 kwietnia 2015  | brak danych       | brak danych       |                   |

### Sezon 1 (2015)
| #  | Tytuł                      | Reżyseria          | Scenariusz                    | Premiera                  | Premiera |
| -- | -------------------------- | ------------------ | ----------------------------- | ------------------------- | -------- |
| 1  | Pilot                      | George Nolfi       | George Nolfi                  | 5 lutego 2015             |          |
| 2  | Teamwork                   | George Nolfi       | Jon Worley, John Glenn        | 12 lutego 2015            |          |
| 3  | Surreptitious Entry        | George Nolfi       | George Nolfi                  | 19 lutego 2015            |          |
| 4  | Chasing Ghosts             | George Nolfi       | Eoghan Mahony                 | 26 lutego 2015            |          |
| 5  | Tipping Point              | Jeffrey Nachmanoff | Niceole R. Levy               | 5 marca 2015              |          |
| 6  | Liars and Thieves          | Michael Smith      | Jenna Richman                 | 12 marca 2015 (US vod)    |          |
| 7  | Stranger in a Strange Land | Jamie Barber       | Brett Conrad                  | 19 marca 2015 (US vod)    |          |
| 8  | The Arrival                | Anton Cropper      | Mimi Won Techentin            | 26 marca 2015 (US vod)    |          |
| 9  | Clean Hands                | George Nolfi       | Whit Anderson                 | 2 kwietnia 2015 (US vod)  |          |
| 10 | A Convenient Place to Die  | Kenneth Fink       | John Glenn, Jon Worley        | 9 kwietnia 2015 (US vod)  |          |
| 11 | Blowback                   | Bronwen Hughes     | Rashad Raisani, Jenna Richman | 16 kwietnia 2015 (US vod) |          |
| 12 | Those Who Help Themselves  | Jeff T. Thomas     | John Glenn, Rashad Raisani    | 23 kwietnia 2015 (US vod) |          |
| 13 | Family Crisis              | Alex Zakrzewski    | John Glenn, Rashad Raisani    | 30 kwietnia 2015 (US vod) |          |

## Produkcja
7 maja 2014 roku, NBC zamówiła serial na sezon telewizyjny 2014/15, którego emisja jest zaplanowana na midseason.